# فليكي راديتش
فليكي راديتش (بالصربية السيريلية Велики Радић) هي قرية في البوسنة والهرسك. وهي تقع في بلدية بوزانسكا كروبا التابعة لكانتون يونا-سانا في اتحاد البوسنة والهرسك. طبقا لنتائج التعداد البوسنة عام 2013 فقد كان عدد سكانها 138 نسمة.

## التركيبة السكانية

### التطور التاريخي للسكان
| 1961 | 1971 | 1981 | 1991 | 2013 |
| ---- | ---- | ---- | ---- | ---- |
| 698  | 639  | 461  | 380  | 138  |

### المجتمع المحلي
وفي عام 1991، كان عدد سكان القرية 629 نسمة وهم موزعون على النحو التالي:

## وصلات خارجية
- (بالإنجليزية) Maplandia